# Cyclotracteur

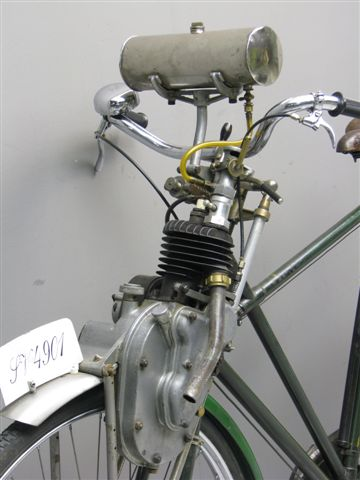
Cyclotracteur 108 cc van 1924

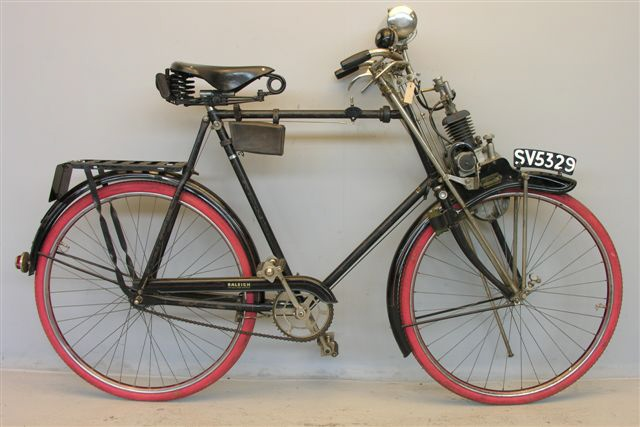
Cyclotracteur Raleigh uit 1919 (Raleigh is het merk van het rijwielgedeelte)

Cyclotracteur is een Frans historisch merk van hulpmotoren voor fietsen.
De bedrijfsnaam was: Compagnie Francaise des Automobiles de Place, 2. Place Collange, Levallois-Perret.
Cyclotracteur was een Frans merk dat vanaf 1918 of 1919 hulpmotoren maakte. Het motorblok mat 108 cc en werd boven het voorwiel gemonteerd. Het had snuffelkleppen en woog 13 kg. De topsnelheid bedroeg 30 km/uur. Het voorwiel werd door een rol aangedreven. Er was een rol voor droog weer en een rol die met amarilpoeder geruwd was voor als het regende. De productie duurde tot 1922.